# Coleoidea
Coleoidea là một nhóm động vật thân mềm chiếm đa số các loài bạch tuộc, mực và tất cả các thành viên của Coleoidea. Chúng không có vỏ ở bên ngoài, nhưng một số có xương hoặc vỏ ở bên trong. Tất cả Coleoidea sống trong đại dương.

## Phân loại
- Class Cephalopoda
  - Subclass Nautiloidea: nautilus
  - Subclass †Ammonoidea: ammonites
  - Subclass Coleoidea

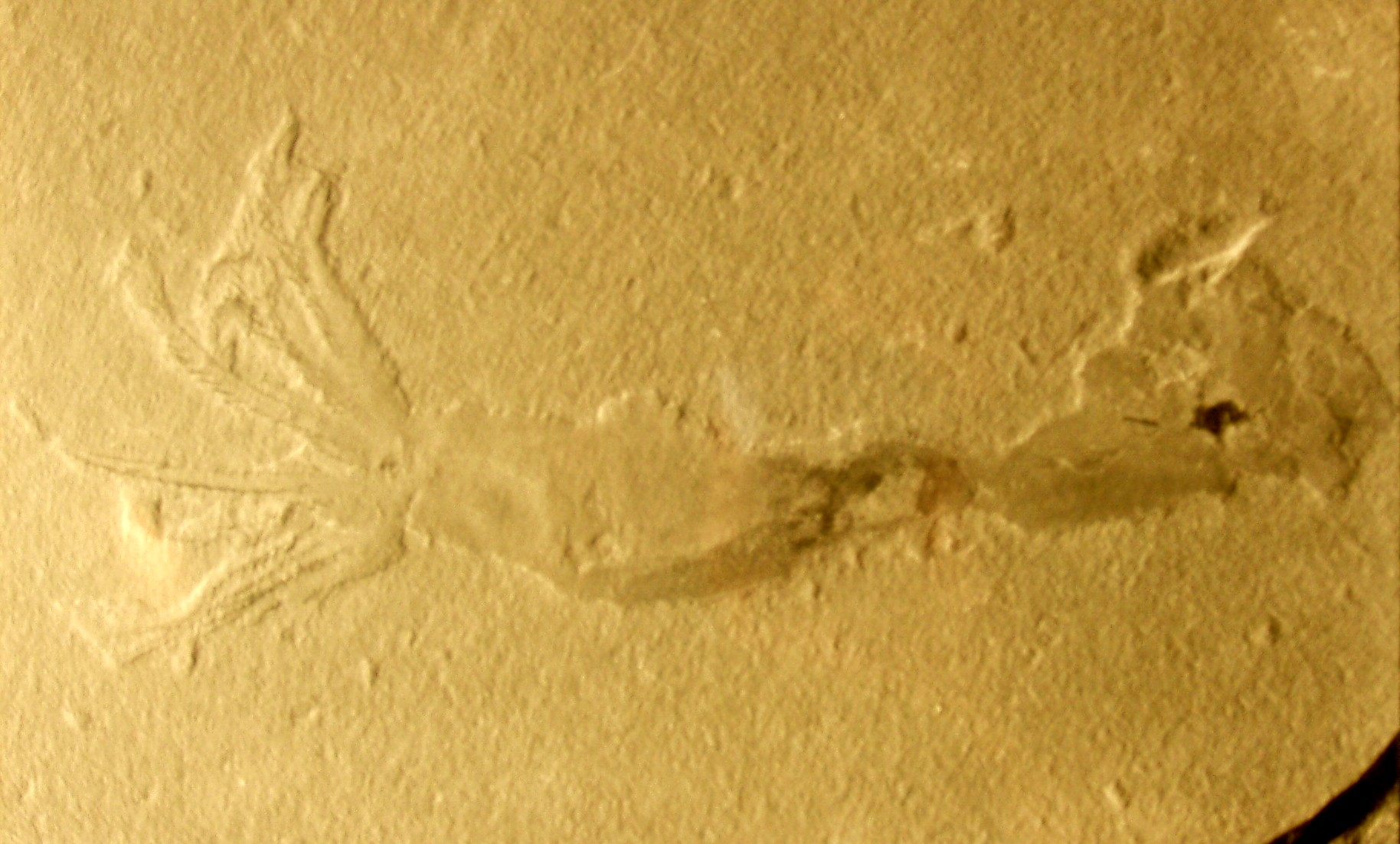
Holotype of Ostenoteuthis siroi from family Ostenoteuthidae.

    - Division †Belemnoidea: extinct belemnoids
      - Genus †Jeletzkya
      - Order †Hematitida
      - Order †Phragmoteuthida
      - Order †Donovaniconida
      - Order †Aulacocerida
      - Order †Belemnitida

    - Division Neocoleoidea
      - Superorder Decapodiformes
        - ?Order †Boletzkyida
        - Order Spirulida: ram's horn squid
        - Order Sepiida: cuttlefish
        - Order Sepiolida: bobtail squid
        - Order Teuthida: squid

      - Superorder Octopodiformes
        - Family †Trachyteuthididae (incertae sedis)
        - Order Vampyromorphida: vampire squid
        - Order Octopoda: octopus
- (uncertain order)
  - family †Ostenoteuthidae[1]